# Ergavia meropidaria
Ergavia meropidaria är en fjärilsart som beskrevs av Jacob Hübner 1825. Ergavia meropidaria ingår i släktet Ergavia och familjen mätare. Inga underarter finns listade i Catalogue of Life.